# Фрідріх Еманн
Фрідріх Еманн (нім. Friedrich Ehmann) — німецький льотчик-ас, віцефельдфебель Імперської армії.

## Біографія
Учасник Першої світової війни. З 22 жовтня по 25 грудня 1917 року літав у 5-й бойовій ескадрильї одномісних літаків. Єдина здобута ним перемога офіційно не була підтверджена. З 25 грудня 1917 року літав у складі 47-ї винищувальної ескадрильї. 17 березня 1918 року переміг у бою флайт-лейтенанта Річарда Мініфая, який на той момент мав 21 перемогу і був кавалером хреста «За видатні заслуги», який тоді ж потрапив у полон.
Перемога, здобута 21 квітня 1918 року, була помилково записана над літаком SE 5а. Насправді це був винищувач Camel з 203 ескадрильї, пілотом якого був капітан Роберт Літтл, кавалер ордена і хреста «За видатні заслуги». Він залишився живим, здійснивши вимушену аварійну посадку, дотягнувши до англійських позицій, розбивши при цьому свій літак.
Всього за час бойових дій здобув 8 перемог.

## Нагороди
- Залізний хрест
  - 2-го класу
  - 1-го класу (18 жовтня 1918)
- Медаль «За військові заслуги» (Вюртемберг) (18 жовтня 1918)